# Рамос, Фидель Вальдес
Фидель Вальдес Рамос (исп. Fidel Valdez Ramos; 18 марта 1928[…], Лингайен, Илокос — 31 июля 2022, Макати, Столичный регион) — филиппинский государственный деятель, 12-й президент Филиппин (1992—1998), Министр обороны Филиппин (1988—1991), начальник Генерального штаба Филиппин (1986—1988), Начальник Службы констеблей Филиппин (1980—1986).
Почётный доктор МГИМО.

## Происхождение и образование
Происходил из среды политической элиты — его отец был членом парламента и министром иностранных дел Филиппин. Образование получил в США, в 1950 году окончил военную академию Вест-Пойнт, выпустившую многих офицеров для развивающихся стран, впоследствии ставших участниками правых военных переворотов. Также обучался в Иллинойсском университете.

## Военная карьера и роль в революции
Участник Корейской войны в составе филиппинского военного контингента и войны во Вьетнаме, где был военным инженером. В правление президента Фердинанда Маркоса, которому приходился троюродным братом, в качестве начальника полицейских сил следил за соблюдением режима чрезвычайного положения.
В 1986 году, после досрочных президентских выборов, результаты которых были спорными (оба кандидата заявляли о своей победе и фальсификациях со стороны оппонентов), в стране вспыхнули протесты против диктатуры Маркоса, инициированные основной противницей Маркоса — Корасон Акино, вдовой убитого лидера оппозиции, эти протесты переросли в беспорядки. Католическая церковь, министр обороны Хуан Энриле и Фидель Рамос поддержали оппозицию. Рамос и Энриле помогли Корасон Акино осуществить военный переворот.
После переворота и бегства Маркоса из страны Рамос получил новую должность начальника генерального штаба. На этом посту осуществил чистку армии от сторонников свергнутого президента. В 1988 году Рамос был назначен министром национальной обороны. После истечения президентских полномочий Корасон Акино в 1992 году, она предложила его кандидатуру в качестве своего преемника.

## Политическая деятельность
Зарекомендовал себя политиком правого крыла, сразу после переворота 1986 года по его рекомендации Акино вывела из правительства министров левой ориентации. Выступал против переговоров с лидерами партизан-коммунистов. В 1992 году был избран президентом, став первым протестантским лидером преимущественно католических Филиппин. Придя к власти, продолжал политику рыночных реформ, приватизации и привлечения иностранных инвестиций, в противовес социалистическим реформам времен «демократической революции» Фердинанда Маркоса.

## Смерть
По сведениям близких, в последние годы жизни испытывал проблемы с сердцем, страдал деменцией. Скончался 31 июля 2022 года от осложнений, вызванных COVID-19.